# Edwin Thompson Jaynes
Edwin Thompson Jaynes (Waterloo, Iowa, 5 de julho de 1922 - St. Louis (Missouri), 30 de abril de 1998) foi um físico americano.

## Biografia

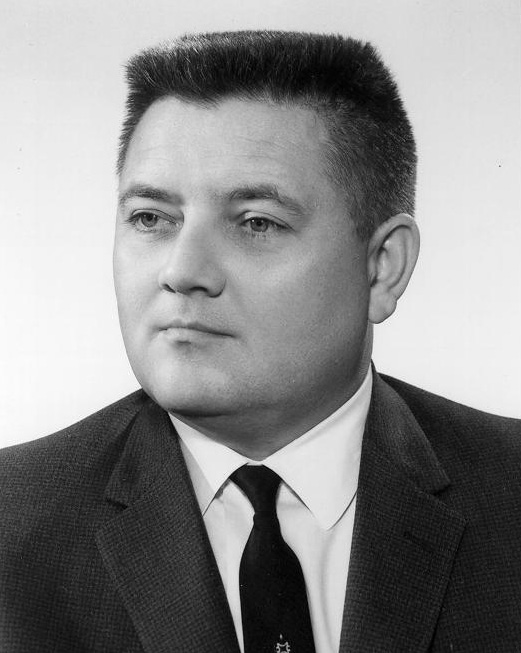

Seu pai morreu quando ele era muito jovem, mas deixou uma grande biblioteca e um piano, legados que estimularam um envolvimento com a aprendizagem e com a música ao longo da sua vida. Cresceu em Parkersburg, Iowa.
Formou-se bacharel em física em 1942, aos 20 anos, pela Universidade de Iowa. Em 1950, concluiu seu PhD em ferroeletricidade na Universidade de Princeton, sob a direção  de Eugene Wigner. Escreveu extensivamente sobre mecânica estatística e em bases de probabilidade e inferência estatística. Um foco particular de seu trabalho foi a construção de princípios lógicos para a compreensão da probabilidade. Foi considerado uma figura inovadora no cenário da física teórica.
Edwin se aposentou em 1992 depois de um ataque cardíaco. Enquanto sua saúde permitiu, ele continuou a trabalhar para a conclusão de livros e manuscritos. Por um tempo, ele também continuou o seu envolvimento com a série de conferências na teoria de probabilidade e métodos estatísticos, onde foi em grande demanda como orador.
Em suas interações sociais, Edwin poderia ser um pouco tímido, mas ele era uma pessoa generosa e de coração aberto. Por muitos anos, ele recebeu em sua casa grande um encontro semanal de professores, alunos e suas famílias.